# Hanna Foltyn-Kubicka
Hanna Foltyn-Kubicka este un om politic polonez, membru al Parlamentului European în perioada 2004-2009 din partea Poloniei.
1. ↑  Deputații în Parlamentul European